# Begonia ×tuberhybrida
Hybride
Classification phylogénétique
Begonia ×tuberhybrida Voss , communément appelé bégonia tubéreux, est une espèce hybride de bégonia, de la famille des bégoniacées. Il existe plusieurs cultivars et variétés dont Begonia ×tuberhybrida 'Kimjongilia'.

## Description
Le bégonia tubéreux est une plante à fleurs horticole couramment vendue notamment pour ses couleurs, pour sa facilité à faire fleurir, mais aussi pour le fait qu'il s'adapte très bien à la culture en pot ou en pleine terre. Le bégonia tubéreux a une floraison annuelle, et fleurit principalement de juin à octobre. Originaire d'Amérique du Sud et d'Amérique centrale, le bégonia tubéreux a bénéficié d'un très grand nombre de croisements. Son origine tropicale explique les conditions optimales dans lesquelles le bégonia tubéreux se développe : air chaud et humide, à l'abri d'un trop fort ensoleillement. Cela explique aussi le fait que le bégonia tubéreux est très sensible au froid.
Synonymes :
- Begonia tuberhybrida var. grandiflora Voss[4],
- Begonia tuberosa hort.[5],

## Galerie

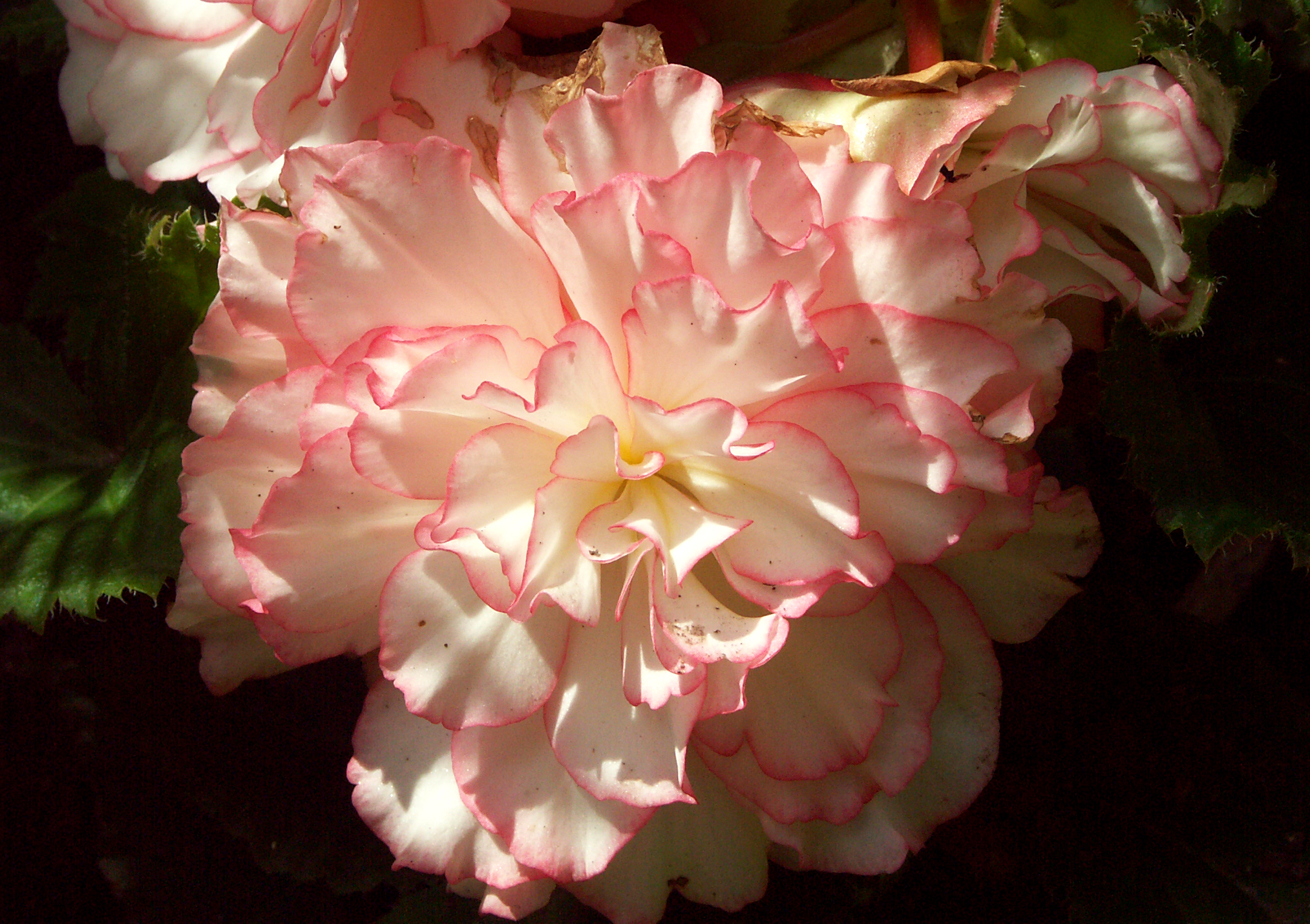
Begonia ×tuberhybrida Pin up rose
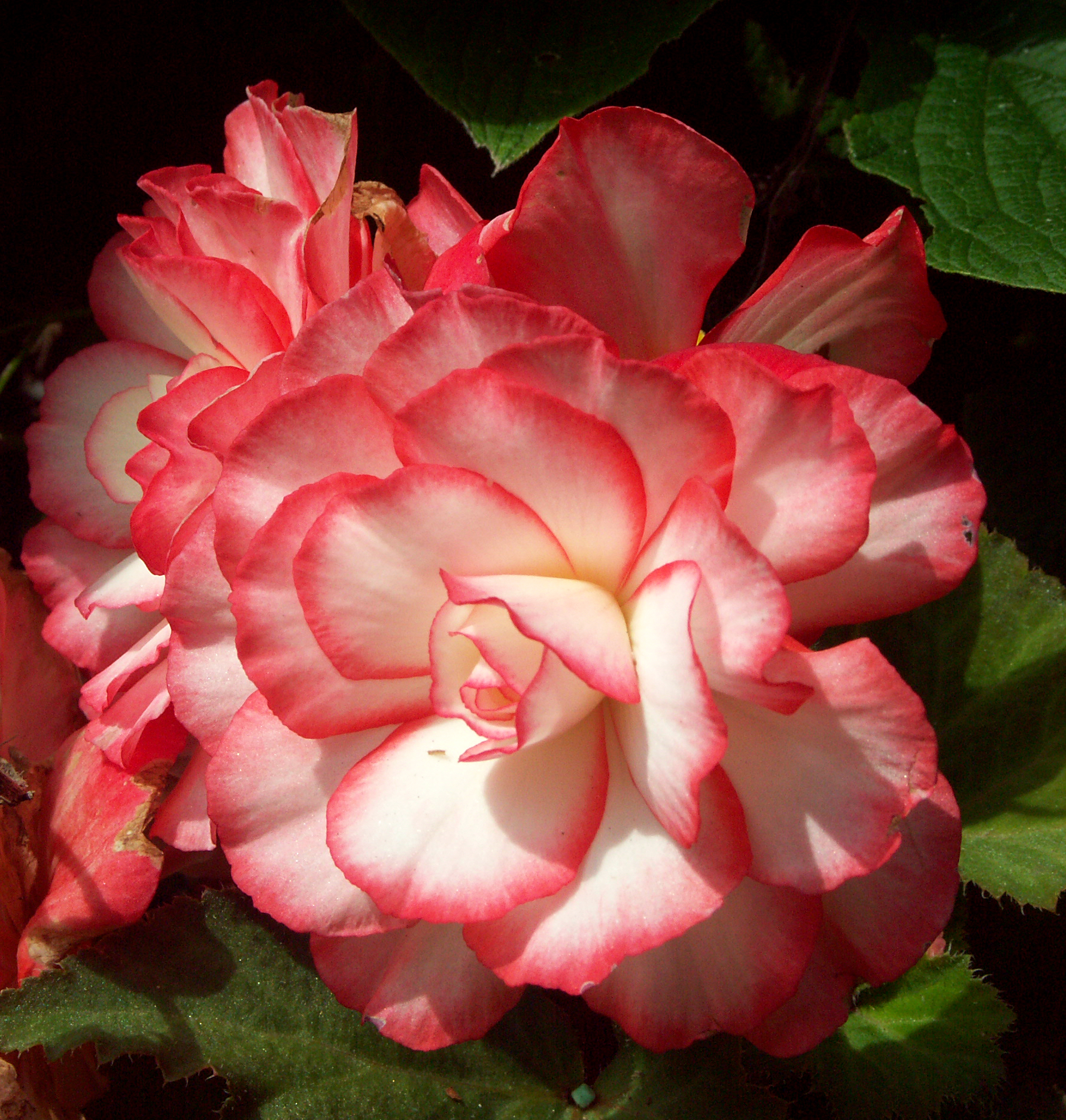
Begonia ×tuberhybrida Pin up rose